# Adenostyles leucophylla
Adenostyles leucophylla là một loài thực vật có hoa trong họ Cúc. Loài này được (Willd.) Rchb. mô tả khoa học đầu tiên năm 1831.